# Looking for Rohmer
Looking for Rohmer (auch bekannt als Seek McCartney) ist ein Liebesdrama des chinesischen Regisseurs Chao Wang. Die französisch-chinesische Koproduktion ist der erste kommerzielle Film, der trotz einer schwulen Handlung die Zensur in China überwunden hat.

## Handlung
Der aus China stammende Zhao Jie und der Franzose Rohmer führen eine heimliche Beziehung. Sie entscheiden sich, nach Tibet zu reisen. Während ihrer Reise werden sie in einen Unfall verwickelt, bei dem ein Kind sein Leben verliert. Auch wenn sie für den Unfall nicht verantwortlich waren, fühlen sie sich beide schuldig. Nach einem Streit gehen sie getrennte Wege. 
Später muss Zhao Jie erfahren, dass Rohmer auf einem Gletscher einen Unfall hatte, und als er ihn dort sucht, erfährt er, dass dieser tot ist. Von einem Gefühl von Reue gepackt reist Zhao Jie nach Frankreich, die Asche seines Freundes immer bei sich. Dort will er sich um die Ex-Freundin seines ehemaligen Partners, mit dem er sechs Jahre eine heimliche Beziehung führte, kümmern und dessen Mutter besuchen, um ihr Rohmers Asche zu geben.

## Produktion

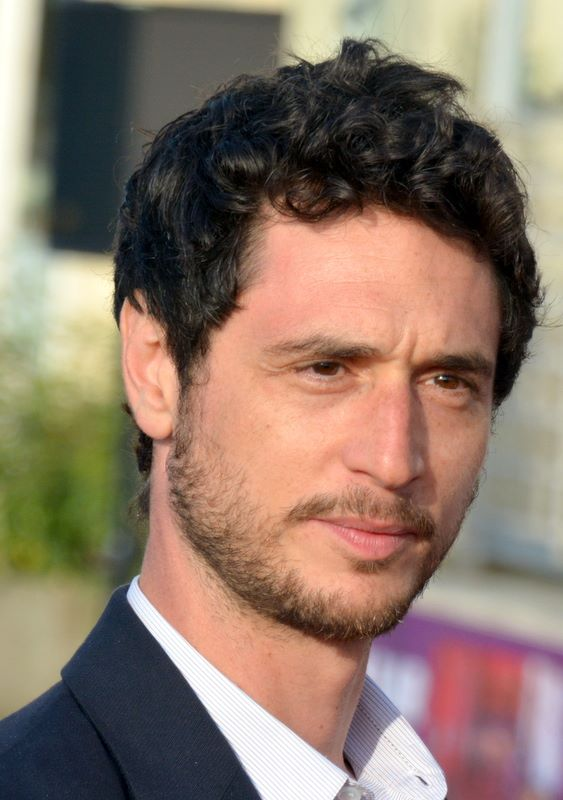
Jérémie Elkaïm, hier beim Festival du Film de Cabourg 2015, spielte bereits in Presque Rien einen Schwulen

Der Film wurde von Olivier Aknin und Jianmin Lv produziert. Regie führte Chao Wang, der auch das Drehbuch zum Film schrieb. 
Der chinesische Popsänger und Schauspieler Han Geng / Geng Han übernahm die Rolle von Zhao Jie, Jérémie Elkaïm spielt seinen französischen Freund Rohmer, der in Presque Rien bereits in einem Film mit schwuler Thematik zu sehen war. In weiteren Rollen sind die französischen Schauspieler Renaud Cohen, Alice de Lencquesaing und Hélène Vincent zu sehen.
Der Film wurde in Tibet und in Frankreich gedreht. Die Produktionskosten beliefen sich auf rund 8 Millionen US-Dollar. 
Der Film feierte im Oktober 2015 im Rahmen des Busan International Film Festivals seine Weltpremiere. Looking for Rohmer ist der erste Spielfilm mit schwulem Inhalt, der in China gezeigt werden darf, nachdem in der Vergangenheit immer wieder Filme wie Brokeback Mountain oder Internetfilme mit schwuler Handlung von der staatlichen Zensur unterbunden worden waren. Zwölf Monate hatten sich die chinesische Behörde für die Genehmigung Zeit gelassen.